# Лафатер, Ханс
Ханс Лафатер (нем. Hans Lavater; 24 февраля 1885, Цюрих — 27 апреля 1969, Цюрих) — швейцарский композитор и музыкальный педагог.

## Биография
В 1903 году поступил виолончелистом в оркестр Тонхалле, а в 1905 году — в Цюрихскую консерваторию, где среди его учителей были Фридрих Хегар, Лотар Кемптер, Карл Аттенхофер. В 1909 году отправился для завершения своего образования как пианиста в Кёльнскую консерваторию.
По возвращении в Цюрих Лафатер руководил различными хоровыми коллективами, занимал пост музикдиректора Цюрихского университета. В 1923—1959 годах — директор Цюрихской музыкальной академии.
Композиторское наследие Лафатера состоит преимущественно из вокальных сочинений, тексты многих из них написаны на ретороманском языке, пропагандистом которого Лафатер выступал.